# Deutzia nanchuanensis
Deutzia nanchuanensis är en hortensiaväxtart som beskrevs av Wen Tsai Wang. Deutzia nanchuanensis ingår i släktet deutzior, och familjen hortensiaväxter. Inga underarter finns listade i Catalogue of Life.